# Iota2 Cygni
Iota Cygni (10 Cygni) é uma estrela na direção da constelação de Cygnus. Possui uma ascensão reta de 19h 29m 42.34s e uma declinação de +51° 43′ 46.1″. Sua magnitude aparente é igual a 3.76. Considerando sua distância de 122 anos-luz em relação à Terra, sua magnitude absoluta é igual a 0.89. Pertence à classe espectral A5Vn.